# Assassinio di Samuel Paty

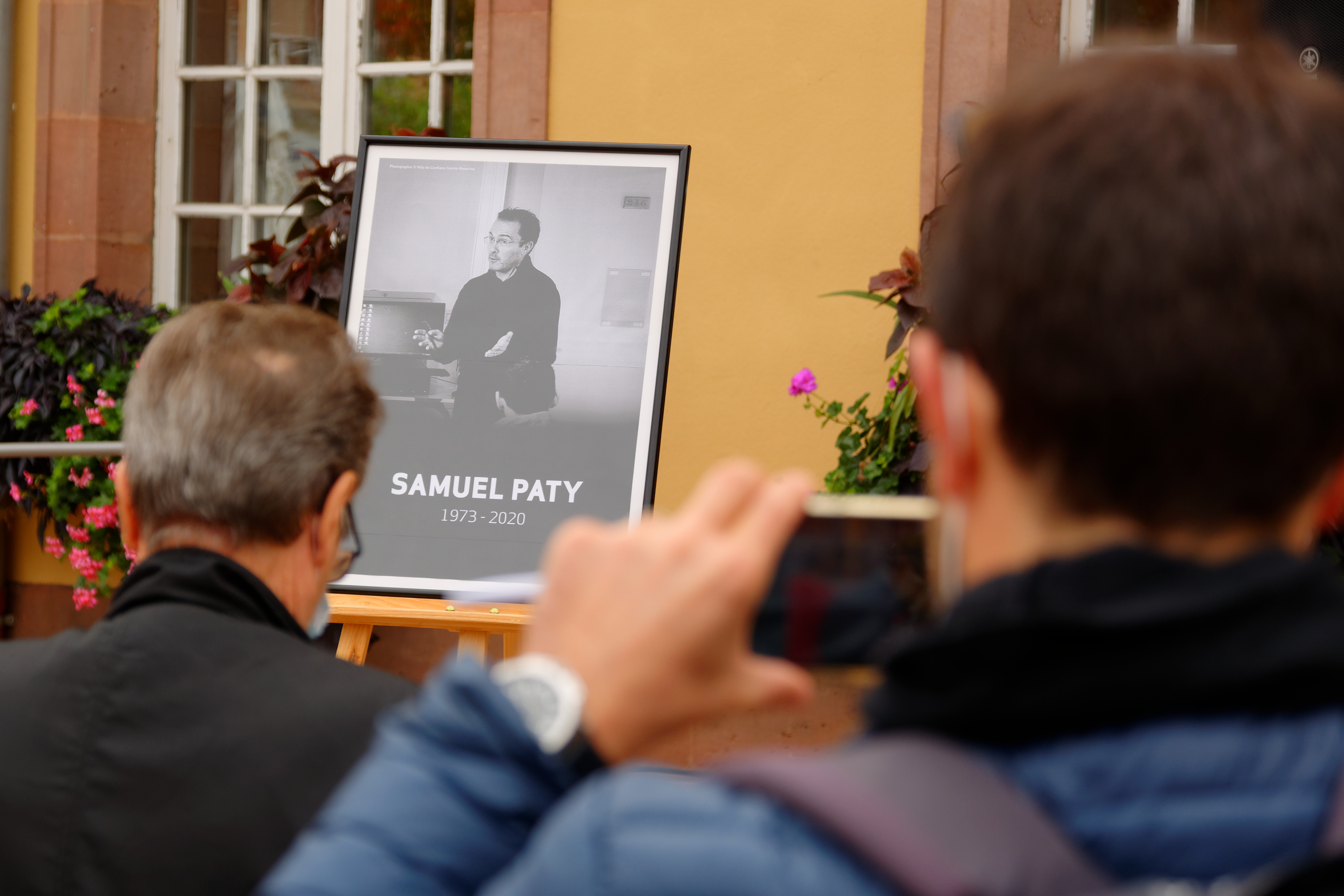
21 ottobre 2020. Un momento della cerimonia di omaggio a Samuel Paty, assassinato la sera del 16 ottobre 2020.

L'assassinio di Samuel Paty è stato un attacco terroristico perpetrato il 16 ottobre 2020 a Éragny, una cittadina francese della Val-d'Oise (Île-de-France). 
Samuel Paty, un insegnante di scuola secondaria, fu ucciso e poi decapitato da un terrorista islamista, Abdoullakh Abouyedovich Anzorov. Anzorov ha ucciso Paty al culmine di una "campagna d'odio" diffusa sulle reti sociali. Un'allieva della scuola in cui insegnava Paty mentì su quello che Paty aveva detto davanti alla classe e suo padre avviò la campagna d'odio.
Paty mostrò ai suoi studenti alcune caricature di Maometto del 2012 tratte dal giornale satirico «Charlie Hebdo», a sua volta riprese dal giornale danese Jyllands-Posten (che le aveva pubblicate nel 2005), in una lezione sulla libertà di parola. Una ragazza che non era in classe mentì su ciò che disse l'insegnante, e suo padre, che le credette, sporse denuncia alla polizia. 
Egli fu responsabile anche di aver avviato una "campagna di odio" su Internet contro l'insegnante. Un imam islamista emise una fatwa (parere giuridico sulla legge islamica) contro Paty chiedendo che venisse punito. Anzorov ha ucciso Paty; pochi minuti dopo è stato a sua volta ucciso dalla polizia.
L'omicidio è avvenuto durante il processo di altri terroristi che facevano parte dell'Attentato alla sede di Charlie Hebdo avvenuto nel 2015.

Il presidente francese Emmanuel Macron ha affermato che l'assassinio di Samuel Paty è stato «un tipico attacco terroristico islamista» e che «il nostro connazionale è stato ucciso per aver insegnato ai bambini la libertà di parola».

## Antefatti
Samuel Paty insegnava storia e geografia in un istituto di Conflans-Sainte-Honorine, una cittadina di 35 mila abitanti situata nella regione dell'Île-de-France. Il 6 ottobre 2020 Paty tenne alcune lezioni di educazione morale e civica agli studenti di quarta ginnasio sulla libertà di espressione, tema del programma ministeriale di educazione nazionale. Per illustrare il suo punto, quel giorno presentò due vignette di Maometto dal giornale Charlie Hebdo  che, tra l'altro, erano legate all'attacco omicida contro questo giornale avvenuto nel 2015. Nel gennaio 2015 i terroristi islamici avevano assaltato la sede della rivista e ucciso 12 persone. Paty ha mostrato le vignette a una classe di tredicenni e quattordicenni. Prima di farlo, quella mattina disse che gli studenti musulmani, che avrebbero potuto rimanese impressionati, potevano chiudere gli occhi o lasciare la stanza se l'avessero desiderato.
Una studentessa della scuola di Paty era spesso assente e non andava a lezione. A causa delle sue prolungate assenze era stata anche sospesa. Ma lei non voleva che suo padre, Brahim Chnina, sapesse della sua cattiva condotta. L'8 ottobre la ragazza mentì al padre dicendo che, nella lezione di due giorni prima, Paty aveva ordinato agli studenti musulmani di lasciare l'aula. Disse che l'insegnante aveva poi mostrato agli altri studenti «una fotografia del Profeta nudo». Affermò che Paty l'aveva mandata a casa per due giorni perché aveva espresso opinioni dissenzienti da quelle del professore. La ragazza in realtà non era presente alla lezione: quel giorno non era andata a scuola.
Brahim Chnina, il padre della ragazza, aveva 48 anni ed era nato in Marocco. Era un immigrato di prima generazione. Quando sua figlia gli raccontò la sua storia, Chnina registrò un messaggio video di accuse che poi postò su Facebook. Nel video chiese alla scuola di licenziare Paty. Chnina postò poi un secondo video, in cui accusò Paty di «discriminazione». Il genitore sporse denuncia alla scuola e alla polizia: sostenne che Paty «aveva diffuso un'immagine pornografica». Chnina affermò inoltre che Paty aveva ordinato agli studenti musulmani di alzare le mani e poi di lasciare la stanza mentre mostrava quell'immagine alla classe. Ha detto anche che a scuola c'era un clima islamofobo. Altri genitori avrebbero dovuto aiutarlo a costringere la scuola a licenziare Paty. Inviò questi video all'organizzazione «Collettivo contro l'islamofobia in Francia» (Collectif contre l'islamophobie) e alla moschea locale. Chnina ripeté le stesse cose anche alla radio.

## Tributo nazionale
L'assassinio di Samuel Paty ha provocato una forte impressione, in Francia e all'estero. Molte manifestazioni popolari furono organizzate in memoria dell'insegnante assassinato.

Il 21 ottobre 2020 venne reso un omaggio nazionale a Samuel Paty alla Sorbona. Questo tributo, che consiste nella celebrazione di un funerale di stato, fu deciso con decreto del Presidente della Repubblica. Erano presenti Emmanuel Macron, il Primo Ministro ed alcuni membri del governo, nonché i presidenti dei due rami del Parlamento e l'ex presidente François Hollande. L'organizzazione della cerimonia è stata concordata di concerto con la famiglia di Paty, che era stata ricevuta il giorno prima al Palazzo dell'Eliseo dal presidente Macron. La presentazione degli addobbi avvenne a porte chiuse prima dell'inizio dell'omaggio nel grande cortile della Sorbona. All'Eliseo la bandiera è stata posta a mezz'asta fin dal mattino, così come su tutti gli edifici pubblici della Francia.

Il 2 novembre successivo è stato osservato un minuto di silenzio in tutte le scuole della nazione. Il minuto è stato osservato anche il 15 ottobre 2021.

## Intitolazioni
Nel luglio 2021 un asilo a Cap-d'Ail (dipartimento Alpi Marittime) è stato ufficialmente ribattezzato in onore dell'insegnante assassinato. È la prima scuola a portare il nome di Samuel Paty.

## Il processo
Nel dicembre 2023 si è concluso il processo ai sei minori che crearono il clima di odio contro il docente. La ragazzina più giovane, quella che raccontò la bugia che scatenò le tensioni e le minacce contro Paty, degenerate fino alla sua uccisione, è stata condannata a 18 mesi di libertà vigilata per calunnia. Altri cinque adolescenti, accusati di avere indicato Paty al terrorista che l'ha assassinato, hanno preso condanne dai 14 ai 18 mesi con la condizionale. Uno degli accusati, quello che ha indicato Paty al terrorista contro remunerazione, è stato condannato a 24 mesi di cui sei di reclusione con l'uso del braccialetto elettronico.

## Il secondo processo
Il secondo processo legato all'assassinio, si è aperto il 4 novembre 2024, presso la Corte speciale d'assise di Parigi. I capi d'imputazione sono: concorso in omicidio terroristico e associazione a delinquere a scopo terroristico. Gli imputati sono otto. Azim Epsirkhanov e Naïm Boudaoud, che hanno aiutato Abdoullakh Anzorov (colui che ha decapitato Paty) a procurarsi l'arma e a rendersi sul posto, sono accusati di concorso in omicidio terroristico e rischiano l'ergastolo. Il padre di Brahim Cnhina e l'islamista Abdelhakim Sefrioui sono accusati di aver orchestrato una campagna di cyberbullismo contro il professore, rivelandone l'identità. Yusuf Cinar, Ismaïl Gamaev e Louqmane Ingar sono accusati di aver fornito sostegno ideologico al terrorista. Priscilla Mangel è accusata di aver partecipato alla preparazione dell'attentato di Anzorov.